# Monolepta kmenti
Monolepta kmenti es una especie de insecto coleóptero de la familia Chrysomelidae.

## Distribución geográfica
Habita en la isla de Socotra.